# Marieby
Marieby è un'area urbana della Svezia situata nel comune di Östersund, contea di Jämtland.
La popolazione rilevata nel censimento 2010 era di 236 abitanti .